# Lijst van ambassadeurs voor UNICEF
UNICEF kent een aantal categorieën van beroemdheden die zich inzetten voor de organisatie: internationale, regionale en nationale ambassadeurs. Daarnaast zijn er in de meeste landen speciale vertegenwoordigers: in Nederland zijn dat onder anderen Klaas van Kruistum, Guus Meeuwis, Monique van de Ven, Trijntje Oosterhuis, Jörgen Raymann en Edwin Evers; in België prinses Mathilde.

## Internationale ambassadeurs
- Edin Džeko
- Amitabh Bachchan
- Orlando Bloom
- Ricky Martin
- Rania al-Yassin
- Berliner Philharmoniker
- Shakira Mebarak
- Maria Guleghina
- Myung-Whun Chung
- Ismael Beah
- David Beckham
- Jackie Chan
- Judy Collins
- Mia Farrow
- Danny Glover
- Whoopi Goldberg
- Selena Gomez
- Angelique Kidjo
- Tetsuko Kuroyanagi
- Femi Kuti
- Leon Lai
- Lang Lang
- Jessica Lange
- Lionel Messi
- Nana Mouskouri
- Youssou N'Dour
- Vanessa Redgrave
- Sebastião Salgado
- Susan Sarandon
- Vendela Thommessen
- Maxim Vengerov
- Robbie Williams
- Millie Bobby Brown
- Katy Perry
- Liam Neeson

### Overleden internationale ambassadeurs
- Danny Kaye (1954-1987)
- Peter Ustinov (1969-2004)
- Audrey Hepburn (1988-1993)
- Toše Proeski (2004-2007)
- Richard Attenborough (1987-2014)
- Roger Moore (1991-2017)
- Harry Belafonte (1987-2023)

## Regionale ambassadeurs
- Mahmoud Kabil (voor het Midden-Oosten en Noord-Afrika)
- Mercedes Sosa (voor Latijns-Amerika)
- Anatoli Karpov (voor Midden- en Oost-Europa en de voormalige Sovjet-Unie)
- Milena Zupancic (voor Midden- en Oost-Europa en de voormalige Sovjet-Unie)

## Nationale ambassadeurs

### België
- Henri PFR[1]
- Salvatore Adamo
- Dixie Dansercoer
- Frank De Winne
- Justine Henin
- Alain Hubert
- Helmut Lotti
- Axelle Red
- Tom Waes
- koningin Mathilde
- Kristel Verbeke

#### Overleden Belgische nationale ambassadeur
- Jean-Michel Folon

### Nederland
- Claudia de Breij
- Sipke Jan Bousema
- Nicolette van Dam
- Edwin Evers
- Ranomi Kromowidjojo
- Klaas van Kruistum
- Guus Meeuwis
- Trijntje Oosterhuis
- Jörgen Raymann
- Monique van de Ven
- Renate Gerschtanowitz-Verbaan

#### Overleden Nederlandse nationale ambassadeur
- Paul van Vliet